# Chiers
Il Chiers è un fiume che nasce in Lussemburgo, entra in Belgio ad Athus, dove riceve le acque del ruscello Messancy, scorre quindi in Francia e precisamente nella Lorena, dove passa per Longwy, entra nella regione Champagne-Ardenne a Carignan e confluisce nella Mosa presso Remilly-Aillicourt. Lungo in totale 140 km circa, la lunghezza del tratto in territorio francese è, secondo il SANDRE, di 127,1 km.

## Comuni attraversati

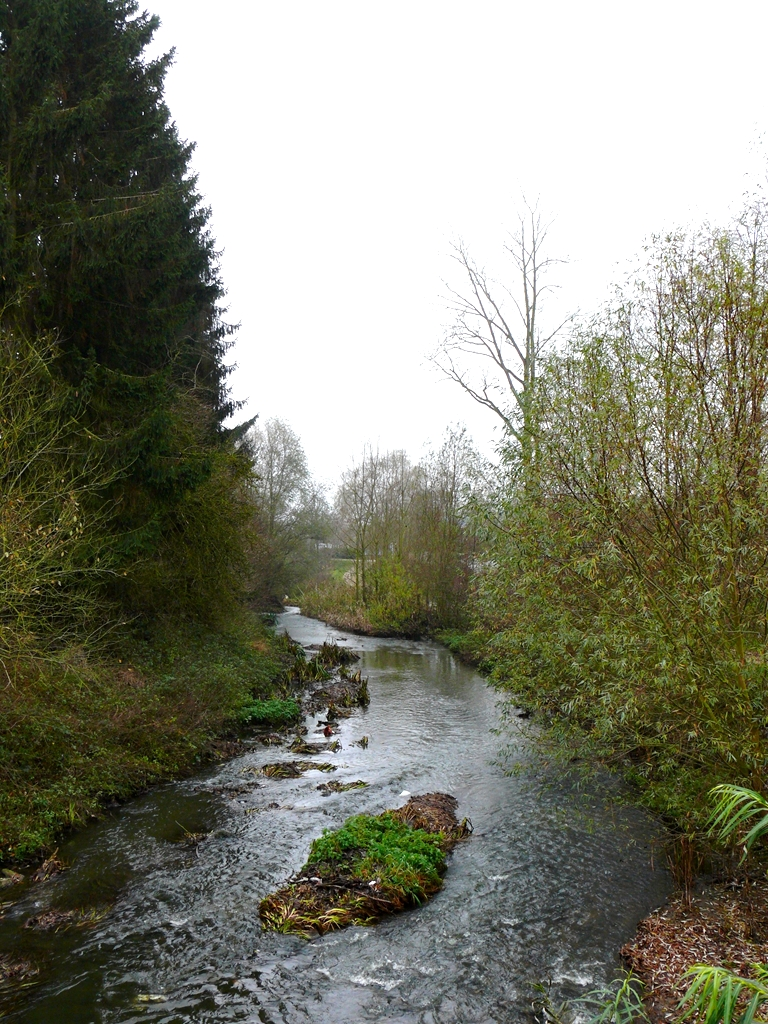
La Chiers a Pétange

- Granducato di Lussemburgo : Differdange, Käerjeng, Pétange

- Provincia del Lussemburgo in Belgio: Athus (comune d'Aubange)

- Dipartimento di Meurthe e Mosella : Longlaville, Mont-Saint-Martin, Longwy, Réhon, Lexy, Cutry, Cons-la-Grandville, Ugny, Montigny-sur-Chiers, Viviers-sur-Chiers, Longuyon, Grand-Failly, Colmey, Villette, Charency-Vezin e Épiez-sur-Chiers.

- Provincia del Lussemburgo : Torgny (comune di Rouvroy)

- Dipartimento della Mosa : Velosnes, Écouviez, Verneuil-Grand, Montmédy, Thonne-les-Près, Vigneul-sous-Montmédy, Quincy-Landzécourt, Chauvency-le-Château, Chauvency-Saint-Hubert, Nepvant, Lamouilly e Olizy-sur-Chiers.

- Dipartimento delle Ardenne : La Ferté-sur-Chiers, Margut, Fromy, Villy, Linay, Blagny, Carignan, Euilly-et-Lombut, Osnes, Tétaigne, Sachy, Pouru-Saint-Remy, Brévilly, Douzy, Bazeilles e Remilly-Aillicourt.

## Affluenti e subaffluenti
I suoi principali affluenti e subaffluenti sono:
- Brüll, riva destra
- Messancy, riva destra
- Moulaine, riva sinistra 
  - Ru de la Côte Rouge, riva destra
- Crusnes, riva sinistra
  - Pienne, riva sinistra
- Ton, riva destra
  - Vire
  - Chevratte
- l'Othain, riva sinistra
- Thonne, riva destra
- Loison, riva sinistra
  - Azanne, riva sinistra
  - Thinte, riva sinistra
- Marche, riva destra
- Aulnois, riva destra
  - Matton, riva sinistra